# Élection présidentielle polonaise de 2000
L'élection présidentielle polonaise de 2000 s'est tenue le 8 octobre 2000. Le président sortant Aleksander Kwaśniewski est réélu dès le premier tour.
Cette élection voit également l'ancien président Lech Wałęsa réunir seulement 1 % des voix en sa faveur.

## Mode de scrutin

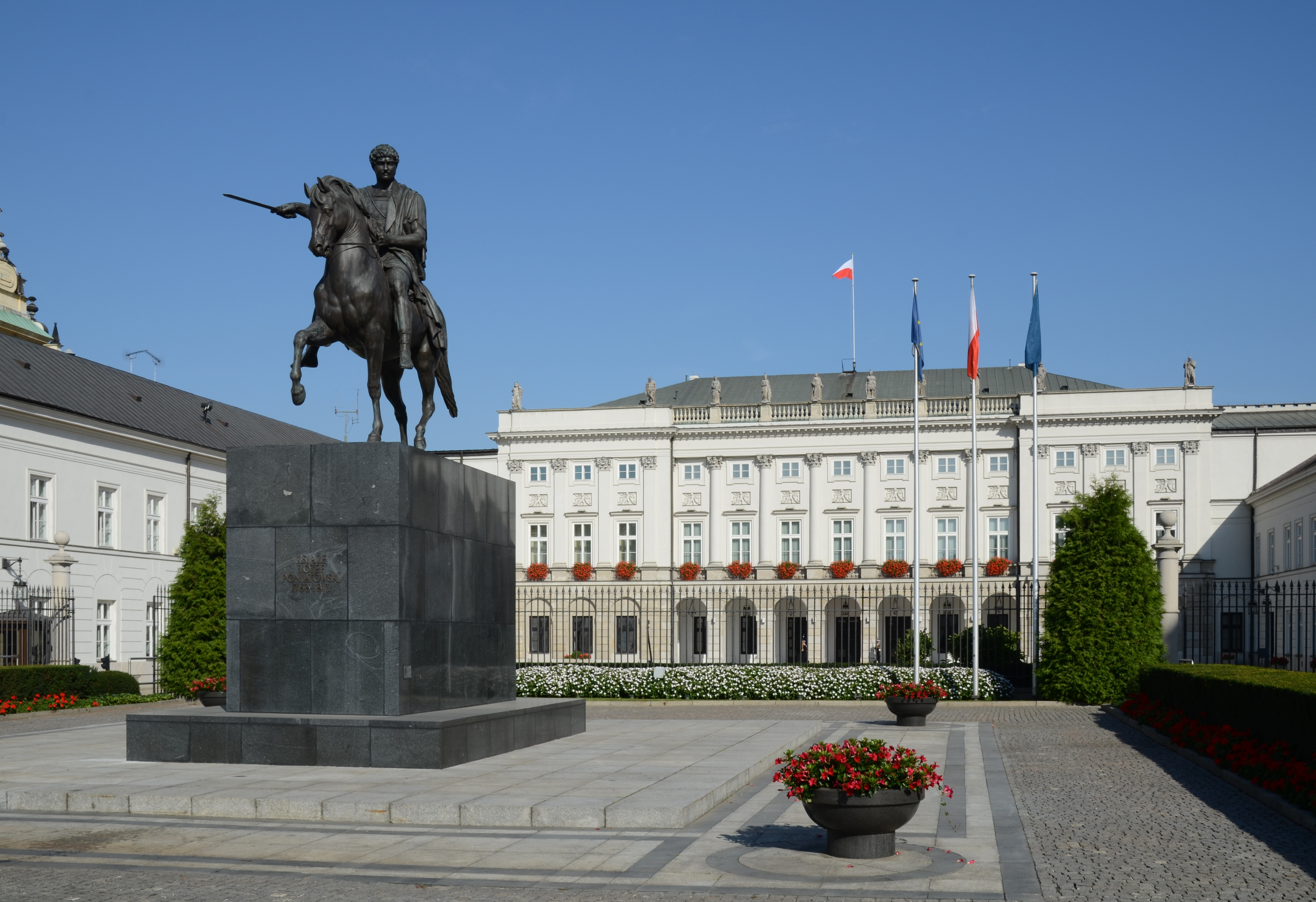
Le palais présidentiel de Varsovie, résidence officielle du président de la république de Pologne

D'après la Constitution, le président de la république de Pologne est élu pour cinq ans au scrutin uninominal majoritaire à deux tours par les citoyens polonais. Il ne dispose pas de pouvoirs étendus, contrairement au président du Conseil des ministres. Le chef de l'État peut néanmoins s'opposer à une loi en imposant son droit de veto législatif qui ne peut être levé par la Chambre basse qu'à la majorité qualifiée des trois cinquièmes.
Conformément à l'article 128 de la Constitution polonaise, l'élection présidentielle est organisée au cours d'un jour non travaillé placé entre le soixante-quinzième et le centième jour précédent la fin du mandat du président de la République, un second tour éventuel pouvant être organisé deux semaines plus tard. Le choix de la date revient au président de la Diète.
Les candidats à l'élection présidentielle doivent se faire connaître auprès de la Commission électorale nationale cinquante-cinq jours avant le scrutin, en ayant réuni 1 000 signatures d'électeurs en leur faveur. Représentés par un comité électoral d'au moins 15 membres, ils ont ensuite dix jours pour collecter cette fois 100 000 signatures de soutien. Les candidats doivent avoir au minimum 35 ans au jour de l'élection. Les candidats nés avant le 1er août 1972 doivent par ailleurs s'être soumis aux obligations liées à la lustration.
Le président de la république de Pologne, élu pour un mandat de cinq ans dont il peut solliciter l'unique renouvellement, tient ses prérogatives de la Constitution polonaise. Chef des forces armées polonaises, il doit représenter la Pologne en son sein comme à l'étranger, ratifie les accords internationaux, nomme les membres du gouvernement et ratifie les lois. Il jouit d'un droit de veto lorsqu'il se permet de contester une loi approuvée par le Parlement, qu'il a le droit de dissoudre si le gouvernement devait lui en faire la demande.

## Résultats
| Candidats                                                                                   | Voix       | %      |
| ------------------------------------------------------------------------------------------- | ---------- | ------ |
| Aleksander Kwaśniewski – Indépendant soutenu par l'Alliance de la gauche démocratique (SLD) | 9 485 224  | 53,90  |
| Andrzej Olechowski – Indépendant                                                            | 3 044 141  | 17,30  |
| Marian Krzaklewski (en) – Alliance électorale Solidarité (AWS)                              | 2 739 621  | 15,57  |
| Jarosław Kalinowsk – Parti paysan polonais (PSL)                                            | 1 047 949  | 5,95   |
| Andrzej Lepper – Autodéfense de la république de Pologne (SRP)                              | 537 570    | 3,05   |
| Janusz Korwin-Mikke – Union de la politique réelle (UPR)                                    | 252 499    | 1,43   |
| Lech Wałęsa – Démocratie chrétienne de la IIIe République (en) (ChD III RP)                 | 178 590    | 1,01   |
| Piotr Ikonowicz (en) – Parti socialiste polonais (PPS)                                      | 139 682    | 0,79   |
| Jan Łopuszański (pl) – Alliance polonaise (PP)                                              | 89 002     | 0,51   |
| Dariusz Grabowski (en) – Coalition pour la Pologne (KdP)                                    | 38 672     | 0,22   |
| Tadeusz Wilecki (pl) – Indépendant                                                          | 28 805     | 0,16   |
| Bogdan Pawłowski (pl) – Indépendant                                                         | 17 164     | 0,10   |
| Total                                                                                       | 17 598 919 | 100,00 |
| Exprimés                                                                                    | 17 598 919 |        |
| Nuls                                                                                        | 190 312    |        |
| Votants                                                                                     | 17 789 231 | 61,08  |